# Спортивная гимнастика на Европейских играх 2015

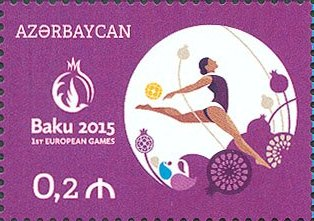
Спортивная гимнастика на почтовой марке Азербайджана, посвящённой Европейским играм 2015

Соревнования по спортивной гимнастике на Европейских играх 2015 прошли в столице Азербайджана, в городе Баку, в Национальной гимнастической арене. 

## Календарь
| ЦО | Церемония открытия | ● | Квалификации | 2 | Финалы соревнований | ЦЗ | Церемония закрытия |

| Июнь                  | Июнь                  | 12 Пт | 13 Сб | 14 Вс | 15 Пн | 16 Вт | 17 Ср | 18 Чт | 19 Пт | 20 Сб | 21 Вс | 22 Пн | 23 Вт | 24 Ср | 25 Чт | 26 Пт | 27 Сб | 28 Вс | Медали |
| --------------------- | --------------------- | ----- | ----- | ----- | ----- | ----- | ----- | ----- | ----- | ----- | ----- | ----- | ----- | ----- | ----- | ----- | ----- | ----- | ------ |
| Спортивная гимнастика | Спортивная гимнастика |       |       | ●     | 2     |       |       | 2     |       | 10    |       |       |       |       |       |       |       |       | 14     |

## Медали

### Мужчины

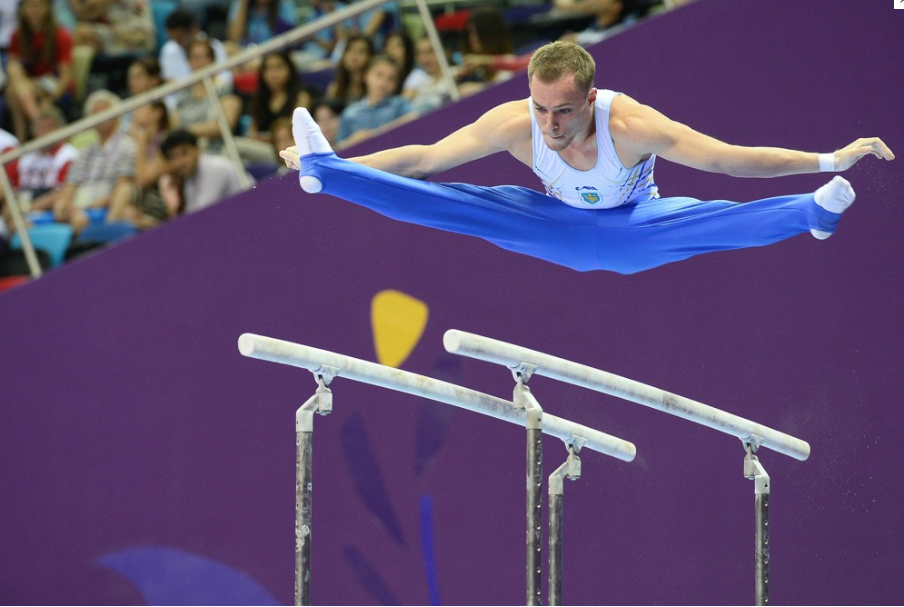
Выступление Олега Верняева с Украины на параллельных брусьях

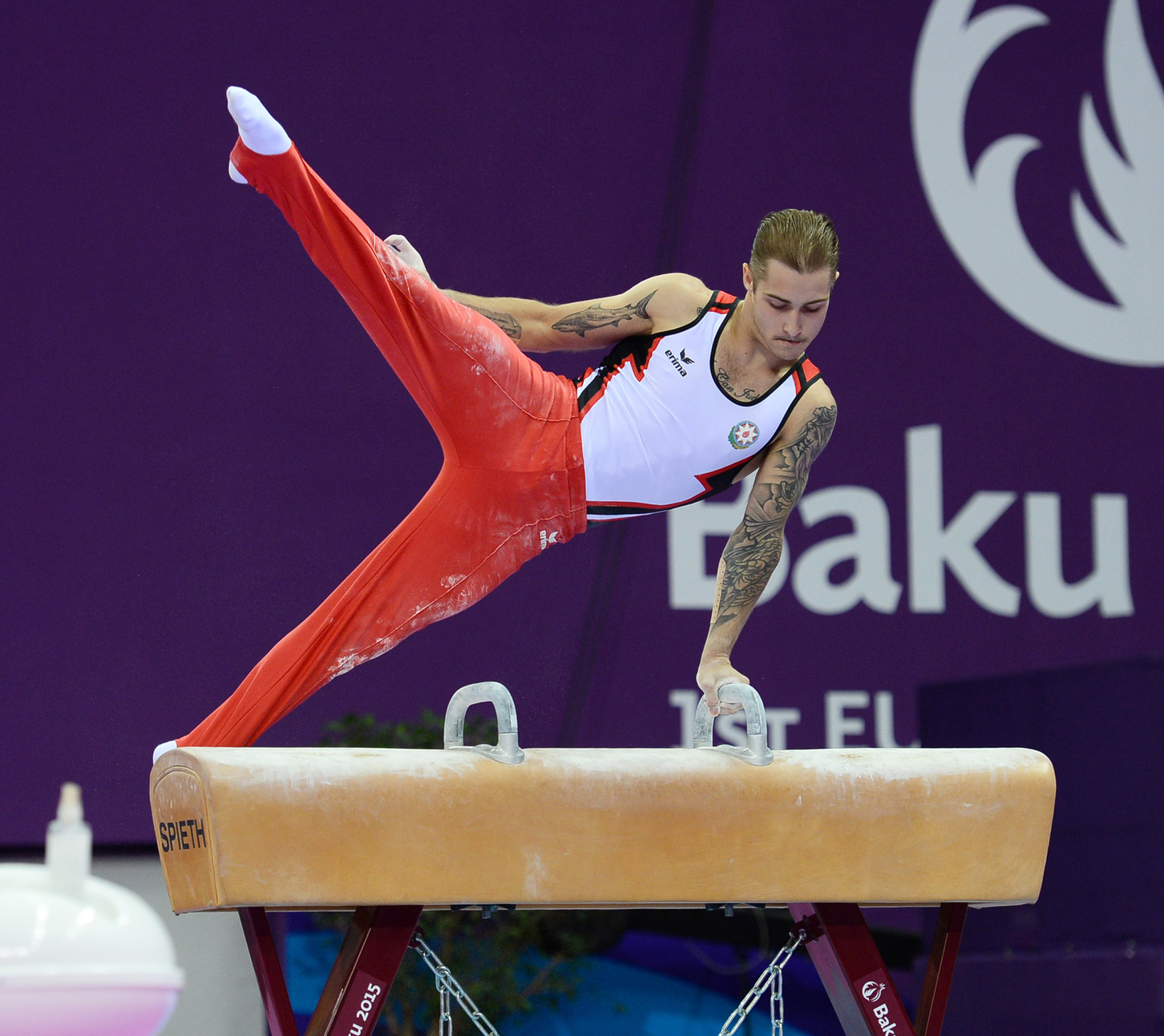
Выступление Олега Степко из Азербайджана на коне

| Дисциплина            | Золото                                                         | Серебро                                                 | Бронза                                                   |
| --------------------- | -------------------------------------------------------------- | ------------------------------------------------------- | -------------------------------------------------------- |
| Командное первенство  | Россия · Николай Куксенков · Давид Белявский · Никита Игнатьев | Украина · Олег Верняев · Игорь Радивилов · Микита Ермак | Азербайджан · Олег Степко · Пётр Пахнюк · Эльдар Сафаров |
| Абсолютное первенство | Олег Верняев Украина                                           | Олег Степко Азербайджан                                 | Никита Игнатьев Россия                                   |
| Вольные упражнения    | Мигель Сапата Сантана Испания                                  | Фабиан Хамбюхен Германия                                | Давид Белявский Россия                                   |
| Перекладина           | Фабиан Хамбюхен Германия                                       | Власиос Марас Греция                                    | Никита Игнатьев Россия                                   |
| Параллельные брусья   | Олег Степко Азербайджан                                        | Давид Белявский Россия                                  | Мариус Бербекар Румыния                                  |
| Конь                  | Сашо Бертонцель Словения                                       | Олег Степко Азербайджан                                 | Бринн Беван Великобритания                               |
| Кольца                | Элефтериос Петруниас Греция                                    | Никита Игнатьев Россия                                  | Ибрагим Чолак Турция                                     |
| Опорный прыжок        | Олег Верняев Украина                                           | Казимир Шмидт Нидерланды                                | Олег Степко Азербайджан                                  |

### Женщины
| Дисциплина            | Золото                                                    | Серебро                                            | Бронза                                                 |
| --------------------- | --------------------------------------------------------- | -------------------------------------------------- | ------------------------------------------------------ |
| Командное первенство  | Россия · Алия Мустафина · Виктория Комова · Седа Тутхалян | Германия · Элизабет Зайц · Софи Шедер · Леа Гризер | Нидерланды · Селин ван Гернер · Лике Веверс · Лиза Топ |
| Абсолютное первенство | Алия Мустафина Россия                                     | Джулия Штайнгрубер Швейцария                       | Лике Веверс Нидерланды                                 |
| Бревно                | Лике Веверс Нидерланды                                    | Андрея Иридон Румыния                              | Джулия Штайнгрубер Швейцария                           |
| Вольные упражнения    | Джулия Штайнгрубер Швейцария                              | Алия Мустафина Россия                              | Лике Веверс Нидерланды                                 |
| Разновысокие брусья   | Алия Мустафина Россия                                     | Софи Шедер Германия                                | Андрея Иридон Румыния                                  |
| Опорный прыжок        | Джулия Штайнгрубер Швейцария                              | Седа Тутхалян Россия                               | Лиза Топ Нидерланды                                    |